# Assafe Já IV
Mir Farcunda Ali Cã (Mir Farqunda Ali Khan; m. 1857), cujo título real era Nácer Daulá, Nácer Adaulá (Nasir-ud-Daulah) e Assafe Já IV (Asaf Jah IV), foi o sétimo nizã de Hiderabade entre 1829 e 1857, em sucessão a Assafe Já III (r. 1803–1829).